# Cafarnaúm
Cafarnaúm (Engelse titel: Capharnaüm) is een Libanees-Frans-Amerikaanse film uit 2018, geschreven en geregisseerd door Nadine Labaki.

## Verhaal
In een arme wijk van Beiroet, Libanon, rebelleert de 12-jarige jongen Zain (gespeeld door Zain Al Rafeea) tegen het leven dat men hem probeert op te dringen. In een flashforward wordt getoond dat hij een rechtszaak aanspant tegen zijn ouders.
Zain loopt weg van huis en vindt onderdak bij een illegale immigrante, en past op haar baby wanneer zij werkt. Zij wordt echter opgepakt, waarop hij in haar huis blijft wonen en de baby blijft verzorgen. Na verloop van tijd wordt het slot van de deur echter vervangen, waarop ze dakloos worden.

## Productie
Net zoals bij de vorige films van Labaki wordt er voornamelijk gewerkt met niet-professionele acteurs. De filmopnamen gingen van start in Libanon op het einde van de zomer 2016.

### Release
Cafarnaúm ging op 17 mei 2018 in première in de competitie van het filmfestival van Cannes.